# Santa Eulària des Riu
Pour les articles homonymes, voir Santa Eulalia.
Santa Eulària des Riu, en catalan et Santa Eulalia del Río en castillan, est une commune d'Espagne de l'île d'Ibiza dans la communauté autonome des Îles Baléares. Elle est située à l'est de cette île. Elle constitue un centre touristique important.

## Géographie

Localisation de l'île d'Ibiza dans les îles Baléares.
Localisation de Santa Eulària des Riu dans l'île d'Ibiza.

Le village est en face de l'îlot de Tagomago

### Localités
| Nom                         | Population (2005) |
| --------------------------- | ----------------- |
| Jesús, Nostra Senyora de    | 4499              |
| Puig de'n Valls             | 3613              |
| Sant Carles de Peralta      | 3195              |
| Santa Eulària des Riu       | 13 737            |
| Santa Gertrudis de Fruitera | 1680              |

## Histoire
Le cimetière carthaginois d'Es Canar (les restes sont exposés au musée d'Ibiza) atteste l'occupation primitive du village.
Des traces d'occupation romaine sont repérées lors des travaux notamment sur la plage de S'argamassa où un aqueduc et un bâtiment existent toujours. 
À l'époque musulmane, la zone s'appelait Xarc[réf. nécessaire]. Beaucoup de toponymes rappellent la présence arabe notamment "punta Arabi", "Balafi", "Benifferi", par exemple. 
Lors de la reconquête catalane de 1235, la division administrative de l'île évolue en cuartos (quarts) semblables à l'organisation municipale actuelle. Le cuarto de Santa Eulària revient à l'Infant Pierre du Portugal, seigneur féodal de Guillermo de Montgrí, évêque de Tarragone, lequel avait les droits royaux de conquête.[réf. nécessaire] Le roi Jacques le Conquérant a acquis les droits de Pierre du Portugal [réf. nécessaire] ; le cuarto de Santa Eulària est devenu Cuarto del Rey. Cela entraina des problèmes juridiques puisque le roi, à Ibiza, avait pour seigneur féodal, l'évêque de Tarragone, amateur de danse, mais surtout vassal du roi.
Le nom de Santa Eulària provient de l'église construite immédiatement après la conquête. 
Le village est arrosé par l'un des rares cours d'eau des Baléares, qui a joué un rôle important à l'époque dans l'irrigation des jardins et pour les moulins bladiers.
Le village est apparu autour de l'église en haut du Puig de Missa. Non loin de là, San Carlos et son café "can Anita" (famille Noguera) fondé à la fin du XIXe siècle fut relais de poste puis servit de lieu de rencontre, dans les années 1950/60, à de fameux écrivains et artistes.[réf. nécessaire]
Aux XIXe et XXe siècles, de cette commune pauvre partent de nombreux immigrés qui s'installèrent et firent souche en Algérie française (familles Noguera, Mari, Ferrer, Guasch, Rossello, ces noms étant proches de patronymes voisins minorquins). Lors de la guerre civile espagnole, de nombreux habitants républicains s'exilèrent également en Algérie et y firent pour la plupart souche. Au XIXe siècle, une forte activité de contrebande eut lieu entre Ibiza et l'Algérie, toute proche.[réf. nécessaire]
Un lieu-dit s'est développé à 6 km de Santa Eulària: Es Cana (ou Es Canar) qui est aujourd'hui une petite station balnéaire. Les habitants d'Es Canar misèrent sur l’activité touristique plus rémunératrice que le travail de la terre dès les années 1950. Les habitants mettent en valeur les terrains de famille bordant le littoral. Dans les années 1950, les premiers touristes arrivent. À cette époque, pour garantir les mœurs, une amende était infligée aux femmes portant des maillots de bain.[réf. nécessaire]
Un marché local rappelle l'Ibiza des années 1960 et 70 qui, en plein régime franquiste était « peace and love » : c’était la « période flottante ». Il se tient depuis, chaque mercredi pendant l'été, au Club Punta Arabi. Ce marché hippie donne à Es Canar sa petite notoriété. Il réunit plus de quatre-cents étals. Toutefois, les Ibicencos ne gardent pas vraiment un très bon souvenir de cette époque hippie.[réf. nécessaire]
Par la suite à partir de la fin des années 1970 la spéculation immobilière entraîne l'urbanisation excessive du bord de mer.

## Démographie
| 1991   | 1996   | 2001   | 2004   |
| ------ | ------ | ------ | ------ |
| 15 557 | 19 452 | 19 808 | 25 826 |

## Culture

### Sites et monuments
- L'église actuelle date du XVIe siècle ainsi que la tour voisine d'où on pouvait défendre avec l'artillerie toute la région.
- L'église de la Mare de Déu de Jesús, édifiée par les franciscains à la fin du XVe siècle pour leur couvent.
- L'église de Santa Gertrudis de Fruitera, terminée en 1797.
- L'église de Sant Carles de Peralta.
- Musée ethnologique. Can Ros est une ancienne maison paysanne.
- Musée Barrau, où est exposée une grande partie de l'œuvre du peintre catalan Laureà Barrau i Buñol (1863-1932)
- La promenade littorale, longue de plusieurs kilomètres.
- Port de plaisance.
- Pont d'époque romaine enjambant l'unique rivière des Baléares (11 km de long, asséchée aujourd'hui)

- Marché Hippie à Es Canar (non loin de Santa Eulària)
- Ruine d'aqueduc romain à Es Canar (platja de s'Argamassa)
- Ancienne poissonnerie d'époque romaine à Es Canar (platja de s'Argamassa)
- Minuscule port d'Es Canar avec ses barques catalanes

- Église de Sant Carles (non loin de Santa Eulària)
- Taverne typique en face de l'église de Sant Carles (can Anita)

### Fêtes
- Fêtes de Sant Antoni à Santa Gertrudis. Bénédiction d’animaux après la messe. Premier dimanche après la Saint Antoni-17 janvier-.
- Fêtes de Sant Antoni à Sant Carles. Premier dimanche après la Saint Antoni -17 janvier-.
- Fête de Santa Eulària. Fête de la Patronne, le 12 février; elles durent environ un mois.
- Fêtes du Premier dimanche de Mai. C’est l’une des fêtes les plus populaires de la ville. Défilé de chars, kermesses populaires.
- Fêtes de Puig d'en Valls. Troisième dimanche de mai.
- Fêtes de Sant Joan à Sant Carles de Peralta. Bénédiction d’animaux après la messe. 24 juin.
- Fêtes de Sant Pere à Sant Carles de Peralta. 29 juin.
- Fêtes de Es Canar. 6-10 juillet.
- Fêtes de Cala Llonga. 14 et 15 août.
- Fêtes de Jesús. 8 septembre.
- Fêtes de Sant Carles de Peralta. 4 novembre.
- Fêtes de Santa Gertrudis de Fruitera. 16 novembre.
- Fêtes de Noël. Du 20 décembre au 6 janvier.

### Sports
La ville dispose de plusieurs installations sportives, parmi lesquelles le Stade municipal de Santa Eulària des Riu (servant pour le football, l'athlétisme, le basket-ball ou encore le tennis) qui sert de stade à domicile à la principale équipe de football de la ville du SCR Peña Deportiva.